# 宗人府
宗人府 (仮名：ソウジン-フ, 拼音：zōngrén fǔ) は、宗人 (帝室) に関わる事務を司った機構。
明朝で初めて設置され、清朝に因襲された。中華文化の影響を色濃く受ける越南(ベトナム)においても歴史上その設置がみられる。尚、本項では清代の宗人府を中心に扱う。

## 清代以前
「宗人府」という名称の機関が設置されたのは明朝が初だが、遡って南北朝時代 (五、六世紀)、北朝の一つである北斉が「大宗正寺」という名称で設置したのがその実質的な濫觴はじまりであり、継いで北朝の別の一つである北周から禅譲を受けて南北朝を統一した隋朝以降も、「宗正寺」または「大宗正府」という名称で引き継がれた。
明朝は建国初期の洪武3年 (1370) に「大宗正院」という名称でやはり同様の機関を設置した。これが同22年 (1389) に改称され、「宗人府」の濫觴となる。明朝の宗人府は親王をその長官 (宗人令) とした。しかし後には、勲功をあげた外戚や大臣が宗人府の事務を摂行するようになり、それに伴って官職の設置をやめたことから、宗人府は礼部の管理下に置かれるようになった。
その責任範疇は皇帝九族の属籍の管理で、具体的には玉牒 (帝王の族譜) の更新、および宗室子女の嫡庶 (正室の子か側室の子か) の区別、名字 (名と字) と封号 (冊封時に授与される称号)、家督爵位の相続権、生歿時期、婚嫁状況、諡号 (死後に贈られる呼称) と葬祭の有無などの記録管理を司った。また、宗人 (明朝の国姓は朱氏) からの陳情、要請である限りその主旨を聴取し、聴取内容に依拠して皇帝に人材抜擢や、反対に過失や罪咎への懲罰を奏請する役目も担った。
| 職名   | 職名       | 定員 | 品階   | 初代                    | 備考               |
| ------ | ---------- | ---- | ------ | ----------------------- | ------------------ |
| 宗人令 | 宗人令     | 1    | 正一品 | 秦王・朱樉              |                    |
| 左宗正 | 左宗正     | 1    | 正一品 | 晋王・朱棡              |                    |
| 右宗正 | 右宗正     | 1    | 正一品 | 燕王・朱棣 (後の永楽帝) |                    |
| 左宗人 | 左宗人     | 1    | 正一品 | 周王・朱橚              |                    |
| 右宗人 | 右宗人     | 1    | 正一品 | 楚王・朱楨              |                    |
| 属官   | 経歴司経歴 | 1    | 正五品 |                         | 公文書の出納が主務 |

## 清代

### 沿革

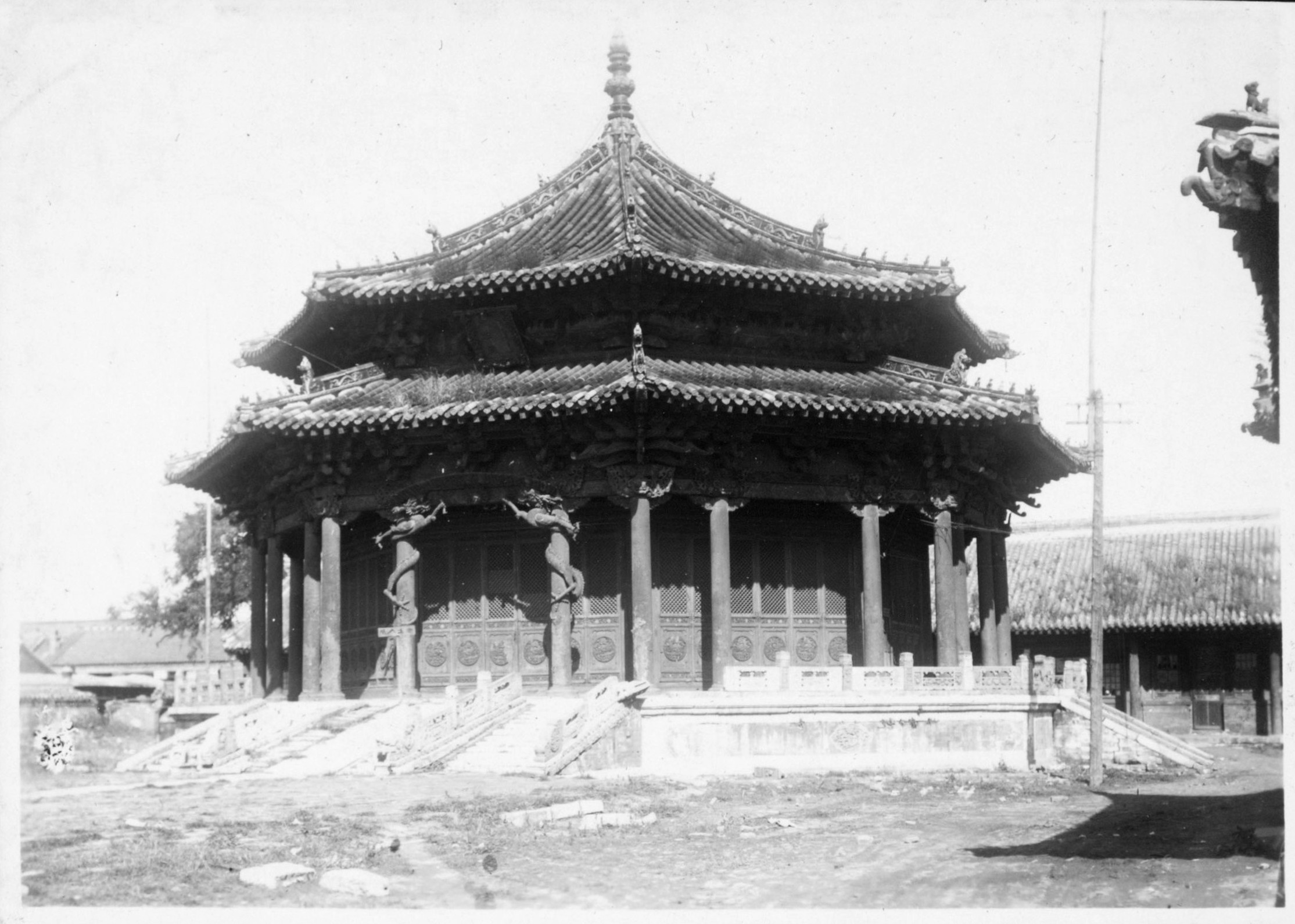
『亞細亞大觀』所収「大政殿 (奉天･故宮)」(1935年頃刊行)

#### 前史
瀋陽故宮に現存する八角形の建造物「大政殿」は、アイシン･グルン (後金) の後身・大清国が入関を果たす以前、国の大事を決めるのに使用した重要な場所で、太宗ホンタイジの治世では「篤恭殿」と呼ばれた。大清国は当時依然として合議制を採っていたが、ホンタイジと八人のホショイ･ベイレが国政を議論したのが正にこの八角形の「篤恭殿」であった。

#### 設置
八王ベイレはそれぞれに隷属する官僚を率いていたが、順治9年 (1652) になると宗人府衙門が設置され (「宗人府」自体はそれ以前から存在する)、王爵から選任される「宗令」、ベイレまたはベイセ爵から選任される「宗正」、公爵または将軍から選任される「宗人」が同衙門の運営を担うことになった。宗正と宗人はそれぞれ左右に分けられ、定員は各一名、合計五名と定められた。
「啓心郎」は太宗ホンタイジ治世から登場する一種の官職で、天聡5年の六部設置に伴い設けられた。当初は理事官に相当する官職であったが、順治9年 (1652) に宗人府衙門にも配置されて侍郎 (次官級) 相当職となり、漢文冊書の校正を行う「府丞」とともに宗人府の正官 (位階に相当する正規の官職) とされた。啓心郎の定員は満洲啓心郎が一名、漢啓心郎が二名の合計三名で、府丞はその役職柄、漢人一名のみとなっている。
この下に更に実際の事務を担う属官として郎中 (定員六名)、員外郎 (四名)、主事 (三名)、さらに堂主事 (三名)、経歴 (満洲旗二名、漢軍旗一名、合計三名)、筆帖式ビトヘシ(24名)が配属された。以上が順治9年 (1652) に宗人府衙門が設置された時点での体制である。
| 職名 | 職名       | 定員 | 選任条件                    | 備考                 |
| ---- | ---------- | ---- | --------------------------- | -------------------- |
| 宗令 | 宗令       | 1    | 宗室の王爵 (親王または郡王) |                      |
| 宗正 | 左宗正     | 1    | 宗室のベイレまたはベイセ爵  |                      |
| 宗正 | 右宗正     | 1    | 宗室のベイレまたはベイセ爵  |                      |
| 宗人 | 左宗人     | 1    | 宗室の公爵または将軍爵      |                      |
| 宗人 | 右宗人     | 1    | 宗室の公爵または将軍爵      |                      |
| 正官 | 満洲啓心郎 | 1    | 満洲旗                      |                      |
| 正官 | 漢啓心郎   | 2    | 漢軍旗                      |                      |
| 正官 | 府丞       | 1    | 漢人                        | 漢文作書の校正が主務 |
| 属官 | 郎中       | 6    |                             |                      |
| 属官 | 員外郎     | 4    |                             |                      |
| 属官 | 主事       | 3    |                             |                      |
| 属官 | 堂主事     | 3    |                             |                      |
| 属官 | 満洲経歴   | 2    | 満洲旗                      |                      |
| 属官 | 漢経歴     | 1    | 漢軍旗                      |                      |
| 属官 | ビトヘシ   | 24   |                             |                      |

#### 変遷
六部や宗人府などの総理は当初、諸王やベイレを任命していたが、やがてその習慣がなくなると、啓心郎はその役目を失い、順治15年 (1658) になると六部が宗人府に先立って啓心郎を廃止した。そして康熙12年 (1673) 8月には宗人府でも啓心郎が廃止され、満洲主事がそれに易って設置された。また、宗人府が啓心郎を廃止する一箇月前の7月には宗人府に左司と右司が分設され、それぞれが左翼 (鑲黄、正白、鑲白、正藍四旗) と右翼 (正黄、正紅、鑲紅、鑲藍四旗)の宗室を管轄した。康熙38年、郎中を四名に減員。雍正元年、進士から選任される漢主事 (二名) を新設。雍正2年、郎中を「理事官」、員外郎を「副理事官」に改称し、宗室と満洲旗から選任した。
| 職名   | 職名     | 定員 | 選任条件           |                        |
| ------ | -------- | ---- | ------------------ | ---------------------- |
| 宗令   | 宗令     | 1    |                    |                        |
| 宗正   | 左宗正   | 1    |                    |                        |
| 宗正   | 右宗正   | 1    |                    |                        |
| 宗人   | 左宗人   | 1    |                    |                        |
| 宗人   | 右宗人   | 1    |                    |                        |
| 正官   | 漢府丞   | 1    |                    |                        |
| 首領官 | 満経歴   | 4    |                    | 内満文二名、満漢文二名 |
| 首領官 | 漢経歴   | 1    |                    |                        |
| 属官   | 理事官   | 6    | 宗室或いは満洲旗。 |                        |
| 属官   | 副理官   | 6    | 宗室或いは満洲旗。 |                        |
| 属官   | 満洲主事 | 2    | 宗室或いは満洲旗。 |                        |
| 属官   | 漢主事   | 2    | 進士。             |                        |
| 属官   | ビトヘシ | 26   |                    |                        |

乾隆29年、府丞を宗室から選任。乾隆53年、ビトヘシを委署主事に改め、四人設置。

### 所属機関
- 宗人府左司：左翼 (鑲黄、正白、鑲白、正藍) の宗室 (直系) およびギョロ氏 (傍系) の爵位世襲回数[18]、文武官の秩禄の等級と任命昇格および降格免黜、恩賞、教養、戸口ココウ(戸数と人口)、田土、前科などに関する一切の事務を管理する。属官として理事官 (正五品)、副理事官 (従五品)、主事、委署主事を置き、定員各二名が宗室から選任された。この外、ビトヘシと効力ビトヘシ不詳を各24人、同じく宗室から選任し、翻訳事務を担わせた。[19]
- 宗人府右司：右翼 (正黄、正紅、鑲紅、鑲藍) の宗室 (直系) およびギョロ氏 (傍系) の各種事務を司る。詳細は左司に同じ。[20]
- 宗人府経歴司：公文書の送受が主務。初めは左司の理事官が経歴司の官印を牛耳ったが、後に専門の理事官が配属された。経歴と供事、定員各二人で構成された。[21]宗人府経歴は宗室から選任され、正六品。[22]
- 宗人府当月司：公文書の受け取りや、応諾した事件の処理、併せて宗人府の堂印や牒庫 (玉牒保管庫)、銀庫、稿庫 (文案保管庫) などの鍵、及び空室 (禁錮部屋) 用の封条 (封印のため門扉に貼る縦長の紙) の管理を司った。左右両司の司員が交替で宿直した。[23]
- 宗人府黄檔房：黄冊 (ヌルハチ直系子孫の族譜)、紅冊 (ヌルハチ傍系親族の族譜) への登記と、登記文書の漢語訳を行った。漢訳された登記文書は漢主事に渡され、漢文の檔冊に記載された。事務官として司官、ビトヘシを若干名置くが、定員は流動的で、宗人府堂により充当された。[24]
- 宗人府銀庫：銀銭の出納を管理する倉庫。宗室の養贍 (扶養) 銀、宗室 (直系) とギョロ氏 (傍系) の恩賞銀および手当銀などは全てこの銀庫を経由し、歳末にまとめて支給される。皇帝が指名した宗人府堂官一名と部院の満洲旗一品大臣から一名がそれぞれ兼務し、その下には司官二名、ビトヘシ四名が置かれ、三年ごとに人員交替が行われた。[25]
- 宗人府則例館：『宗人府則例』修訂の為だけに開設される臨時機関。嘉慶16年 (1811) に宗人府からの奏請を受けて、宗人府の則例 (典則例規) を十年に一度修訂することが定められた。新章程は査定後に同等分類の項目に書き足され、該当する分類のない場合は事情を斟酌の上で更修するとした。宗令、宗正、宗人の五名を総轄者、理事官五名を修訂指揮官、ビトヘシ九人を保管員および校正員などに充てた外、供事を若干人数もうけて檔案の勘査、新書の詳校にあたらせた。修訂は一年を期限とし、完結のたびに閉館された。[26]

#### 関聯機関
- 宗人府御史処：都察院所属の特設機関。「稽察宗人府御史衙門」とも (「稽察」は稽かんがへ察しらべる意)。宗人府事務の稽察 (監察)、八旗宗室やギョロ氏の婚葬、優恤 (補償手当)、銭糧 (年貢地租) などの監督、每月二度の「宗人府銀庫銭糧冊籍」(収入と租税支出の管理台帳) の照合と消除、每年春秋二度の盛京将軍から盛京の宗室、ギョロ氏に慶弔各行事の恩賜として支給される銀両額などの照合を行う。雍正5年 (1727) に設置され、「稽察宗人府御史」と篆刻された銅印が支給された。15道の宗室御史二人が兼管し、内一人が主管として銅印を管理、もう一人が副官として補佐した。その下に事務官として経承を三名置く。光緒32年12月 (1907) 初に廃止。[27]

## 越南

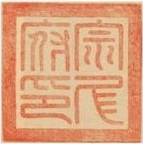
越南阮王朝の宗人府印。

中華文化の影響を受けた越南ベトナムにも類似の機構が設置された。
越南の陳朝はその末年、明朝に倣って「宗正府」を設置し、後に「大宗正府」と改称した。黎朝時代に「宗人府」(Tông Nhân phủ) と改称され、阮朝初期にも宗人府が設置された。阮朝紹治元年 (1841)、紹治帝の諱 (阮福綿宗) を避けて「尊人府」に改称したが、成泰9年 (1897) 以降、尊人府は阮朝の管理から切り離れ、法領インドシナ聯邦の中圻欽使座から直接管理を受けた。

## 脚註・参照先
1. 1 2  “宗人府” (中文). 中華文史網.   国家清史編纂委員会 (中華人民共和国). 2024年1月29日閲覧。
2. 1 2  “職官一 (宗人府)”. 明史. 72. 不詳
3. ↑  “きゅう-ぞく【九族】”. 日本国語大辞典. 小学館. "九つの親族。父方の親族四、母方の親族三、妻方の親族二からなり、その内容には諸説がある。また一説に、異姓を含まないで直系の高祖父から玄孫にいたる九代の親族ともいう。"
4. ↑  参考：『明史』巻72には「晉王竾……爲左宗正」となっている。
5. ↑  参考：『明史』巻72には「周王隸爲左宗人」となっている。
6. ↑  “第百二十二回 奉天の宮殿”. 亞細亞大觀. 亞細亞寫眞大觀社. "故宮は三大區劃に分けて考へるのが便利である。中央の一區は今の故宮博物院、東の一區が此の寫眞の大政殿を中心とし、前方に所謂十王碑を配したもの、西の一區は四庫全書で名高い文溯閣を中心としたのもである。｜大政殿は嘗て篤恭殿と稱し、故宮の中でも最も早く建てられた。十王亭は正しくは言へば左右翼王亭と八旗亭とである。何れも淸朝初期の軍政を行つたところであり、特に大政殿では太宗、世祖の卽位式が擧げられた。"
7. ↑  “順治9年4月24日段5360”. 世祖章皇帝實錄. 64. 不詳
8. 1 2 3 4 5 6  “職官一 (宗人府)”. 清史稿. 114. 清史館
9. ↑  “じ-ろう【侍郎】”. 大辞泉. 小学館. "古代中国の官名。秦・漢代には宮門の守備をつかさどる職。唐代では中書省・門下省の長官。その後は、六部の次官の称。"
10. ↑  参考：『清史稿』巻114には「筆帖式二十有四人。後增減無恆。初爲他赤哈哈番、筆帖式哈番，……」とある。「taciha hafan (タチハ･ハファン)」は漢訳「博士」で、「taciha」は学問の意。「bithesi (ビトヘシ)」は「書くこと」を意味する「bithe」の派生語で、書記の意。「hafan (ハファン)」は官吏の意。
11. 1 2  参考：親王→郡王→ベイレ→ベイセ→鎮国公→輔国公→鎮国将軍→輔国将軍、この順で低くなり、下にもまだ続くが、ここでは関係ないため省略。
12. ↑  “順治18年5月16日段8097”. 聖祖仁皇帝實錄. 2. 不詳. "向來各部院事務、設有王、貝勒等管理。因、設啓心郎。後止、設尚書等官。故、將啓心郎盡裁去。"
13. ↑  “順治15年7月23日段7171”. 世祖章皇帝實錄. 119. 不詳. "啓心郎、原、因諸王、貝勒管理部院事務而設。今、宗人府啓心郎仍照舊。其餘部院、滿漢啓心郎、俱著裁去、照原品另用。"
14. ↑  “康熙12年8月6日段11097”. 聖祖仁皇帝實錄. 43. 不詳
15. ↑  “康熙12年7月22日段11084”. 聖祖仁皇帝實錄. 42. 不詳
16. ↑  “經濟彙編 (官制部彙考三十五)”. 欽定古今圖書集成. 57. 不詳
17. ↑  参考：この表は雍正3年 (1725) に上梓された『欽定古今圖書修正』の情報をもとに作成したが、同書の情報は不充分であるため、『清史稿』などの記載をもとに一部補った。
18. ↑  参考：清朝の爵位および世職 (等級つきの世襲官職) は、世襲回数ごとに一等級ずつ降格する。但し中には功績の多大な人物に世襲回数無制限の恩賞を与えた例もあり、特に宗室に与えられる世襲回数無制限の王爵は「鉄帽子王」と呼ばれる。
19. ↑  “宗人府左司”. 中華文史網. 2024年1月29閲覧。 エラー: 閲覧日が正しく記入されていません。
20. ↑  “宗人府右司”. 中華文史網. 2024年1月29日閲覧。
21. ↑  “宗人府经历司”. 中華文史網. 2024年1月29日閲覧。
22. ↑  “宗人府经历”. 中華文史網. 2024年1月29日閲覧。
23. ↑  “宗人府当月司”. 中華文史網. 2024年1月29閲覧。 エラー: 閲覧日が正しく記入されていません。
24. ↑  “宗人府黄档房”. 中華文史網. 2024年1月29日閲覧。
25. ↑  “宗人府银库”.   中華文史網. 2024年1月29日閲覧。
26. ↑  “宗人府则例馆”. 中華文史網. 2024年1月29日閲覧。
27. ↑  “宗人府御史处”. 中華文史網. 2024年1月29日閲覧。

### 清實錄
- 馬佳･図海, 他『太宗文皇帝實錄』順治6年 (1649) (漢) ＊中央研究院歴史語言研究所版
- 巴泰, 他『世祖章皇帝實錄』康熙11年 (1672) (漢) ＊中央研究院歴史語言研究所版
- 富察･馬斉, 張廷玉, 蒋廷錫, 他『聖祖仁皇帝實錄』雍正9年 (1731) (漢) ＊中央研究院歴史語言研究所版

### 史書
- 張廷玉, 他『明史』乾隆4年 (1739) (漢)
- 趙爾巽, 他100余名『清史稿』清史館, 1928 (漢) ＊中華書局版

### そのほか
- 『欽定古今圖書集成』巻57「經濟彙編 - 官制部彙考三十五」
- 『欽定大清會典』巻1「宗人府」

### Webサイト
- 「明實錄、朝鮮王朝実録、清實錄資料庫」中央研究院歴史語言研究所 (台湾)
- 「中華文史網」国家清史編纂委員会 (中華人民共和国国務院文化和旅游部清史纂修与研究中心)

## 関聯項目
Wikipedia
- 「満洲国宮内府」日本の傀儡国家としての満洲国において帝室 (溥儀一族) の事務を司った機関。
- 「宗親府」李氏朝鮮において李王室の事務を司った機関。
- 「宮内庁」日本国において皇室に関する業務を広く司る機関。